# Buchanan Lake
Buchanan Lake är en sjö i Kanada.   Den ligger i provinsen Nova Scotia, i den östra delen av landet, 1 100 km öster om huvudstaden Ottawa. Buchanan Lake ligger 60 meter över havet. Arean är 0,16 kvadratkilometer. Den ligger på ön Kap Bretonön. Den sträcker sig 0,4 kilometer i nord-sydlig riktning, och 0,9 kilometer i öst-västlig riktning.
I omgivningarna runt Buchanan Lake växer i huvudsak blandskog. Runt Buchanan Lake är det ganska glesbefolkat, med 27 invånare per kvadratkilometer.